# Francesco Cacucci
Francesco Cacucci (ur. 26 kwietnia 1943 w Bari) – włoski duchowny katolicki, arcybiskup metropolita Bari-Bitonto w latach 1999–2020.

## Życiorys
Święcenia kapłańskie otrzymał 29 czerwca 1966.

## Episkopat
16 kwietnia 1987 papież Jan Paweł II mianował go biskupem pomocniczym archidiecezji Bari, ze stolicą tytularną Castellum Medianum. Sakry biskupiej udzielił mu 13 czerwca 1987 ówczesny arcybiskup Bari Andrea Mariano Magrassi.
8 kwietnia 1993 został arcybiskupem Otranto.
3 lipca 1999 papież mianował go arcybiskupem Bari-Bitonto. Jest przewodniczącym Konferencji Episkopatu Puglii. 29 października 2020 roku papież Franciszek przyjął jego rezygnację z funkcji arcybiskupa Bari, złożoną ze względu na wiek.